# Bernardo de Iturriaza
Bernardo de Iturriaza (* 1608 in Ezcaray, Rioja, Spanien; † 1678 in Lima, heute: Peru) war ein spanischer Jurist, der vorübergehend als Vizekönig von Peru amtierte.
Iturriaza studierte an der Universität von Alcalá de Henares Rechtswissenschaften. Nach Abschluss seines Studiums blieb er als Lehrer an der Universität und übernahm den Lehrstuhl für Pandekten und Dekretale.
Um 1640 übersiedelte er in die Neue Welt und begann, an der Real Audiencia von Lima zu arbeiten. 1647 wurde er zum Strafrichter (alcalde del crimen) dort ernannt. 1652 beförderte man ihn zum Oidor.
Als dienstältester Richter („Dekan“) der Audiencia übernahm er im März 1666 gemäß den Regularien der spanischen Kolonialverwaltung das Amt des Vizekönigs interimistisch, als der Amtsinhaber Diego Benavides de la Cueva im Amt starb. Seine kurze Amtszeit blieb weitgehend ereignislos. Mit Ankunft des neuen Vizekönigs Pedro Antonio Fernández de Castro endete sie.
Sein Amt als Dekan der Audiencia muss Iturriaza in den folgenden Jahren aufgegeben haben, denn beim Tode des Vizekönigs Fernández de Castro 1672 übernahm Álvaro de Ibarra als dienstältester Oidor die Verwaltung der Kolonie.
Bernardo de Iturriaza starb 1678 in Lima.